# مارکو فورتین
مارکو فورتین (انگلیسی: Marco Fortin؛ زادهٔ ۸ ژوئیهٔ ۱۹۷۴) بازیکن فوتبال اهل ایتالیا است.
از باشگاه‌هایی که در آن بازی کرده‌است می‌توان به باشگاه فوتبال کالیاری، باشگاه فوتبال اینتر میلان، باشگاه فوتبال ویچنزا، و باشگاه فوتبال روبور سیه‌نا اشاره کرد.